# كلوديا بصراوي
كلوديا بصراوي (بالألمانية: Claudia Basrawi)‏ هي ممثلة وكاتبة ألمانية ولدت في يوم 7 مارس 1962 في بيروت في لبنان لأب عراقي وأم ألمانية. درست اللغة العربية والسياسة وحصلت على شهادة الاستاذ من جامعة برلين الحرة. بدأت العمل ككاتبة سيناريو في سنة 1994. وفي سنة 2004 بدأت العمل كممثلة ومثلت في فيلم Die Quereinsteigerinnen (مثل الأورغواي).

## روابط خارجية
- كلوديا بصراوي على موقع IMDb (الإنجليزية)
- كلوديا بصراوي على موقع قاعدة بيانات الفيلم (الإنجليزية)